# Treasure (album des Cocteau Twins)
Pour les articles homonymes, voir Treasure.
Albums de Cocteau Twins
Head Over Heels The Pink Opaque
Treasure est le troisième album des Cocteau Twins, édité en 1984 par le label indépendant britannique 4AD.

## Liste des titres
Toutes les chansons sont écrites par Cocteau Twins (Elizabeth Fraser, Robin Guthrie, Simon Raymonde).
1. Ivo – 3:53
2. Lorelei – 3:43
3. Beatrix – 3:11
4. Persephone – 4:20
5. Pandora (for Cindy) – 5:35
6. Amelia – 3:31
7. Aloysius – 3:26
8. Cicely – 3:29
9. Otterley – 4:04
10. Donimo – 6:19